# Зимняцький
Зимняцький (рос. Зимняцкий) — хутір у Серафимовицькому районі Волгоградської області Російської Федерації.
Населення становить 1834  особи. Входить до складу муніципального утворення Зимняцьке сільське поселення.

## Історія
Хутір розташований у межах українського історичного та культурного регіону Жовтий Клин.
Згідно із законом від 24 грудня 2004 року № 979-ОД органом місцевого самоврядування є Зимняцьке сільське поселення.

## Населення
| 1959 | 2010  |
| ---- | ----- |
| 2051 | ↘1834 |